# Důl Marcel
Důl Marcel (polsky Kopalnia Węgla Kamiennego „Marcel“, KWK Marcel) je činný černouhelný důl společnosti Polska Grupa Górnicza, která se nachází na okraji města Radlin nedaleko Vladislavi (Wodzisław) v okrese Wodzisław ve Slezském vojvodství. Až do roku 1949 nesl důl název Emma.

## Vznik dolu
Hloubení těžních jam dolu Emma bylo zahájeno v roce 1858. V roce 1949 byl název dolu změněn na „Marcel“. V roce 1911 byl přímo v areálu dolu spuštěn první blok elektroteplárny Marcel i Koksovna Radlin.